# Pistosia raapii
Pistosia raapii es una especie de insecto coleóptero de la familia Chrysomelidae.
Fue descrita científicamente en 1898 por Gestro.